# Asplenium grevillei
Asplenium grevillei là một loài thực vật có mạch trong họ Aspleniaceae. Loài này được Wall. ex Hook. & Grev. miêu tả khoa học đầu tiên.